# Kryptops
Kryptops palaios
Genre
Espèce
Kryptops (signifiant « visage couvert ») est un genre fossile de dinosaures théropodes du Crétacé inférieur retrouvé au Niger. L'espèce type et seule espèce Kryptops palaios, a été décrite par Paul Sereno et Stephen L. Brusatte en 2008. Elle est basée sur des fossiles retrouvés dans des strates datées de l'Aptien-Albien de la formation géologique d'Elrhaz, à Gadoufaoua, dans l'ouest du Ténéré.
L'holotype, MNN GAD1, est constitué d'un maxillaire, de vertèbres ainsi que d'un pelvis et un sacrum. Les restes auraient appartenu à un animal adulte de 6 à 7 mètres de longueur.
Selon Sereno et Brusatte, ce genre serait le plus proche de la base Abelisauridae actuellement connu. Cependant, selon Carrano et al., Kryptops palaios serait une chimère et que certaines parties de l'holotype, particulièrement le pelvis et le sacrum, retrouvés à environ 15 mètres du maxillaire, appartiendraient à un Carcharodontosauridae, peut-être de l'espèce Eocarcharia dinops.